# CMK (motorfiets)
CMK is een historisch Italiaans merk van motorfietsen.
CMK maakte in de jaren zestig op kleine schaal design motoren enkel in 50cc tweetaktmotor versie. De motoren werden op bestelling geleverd aan vooral buitenlanders, vooral in Duitsland. Eén van de ontwerpers was ook een Duitser, Otto Kohler. De gebruikte inbouwmotor was een Zündapp.